# 高畠華宵

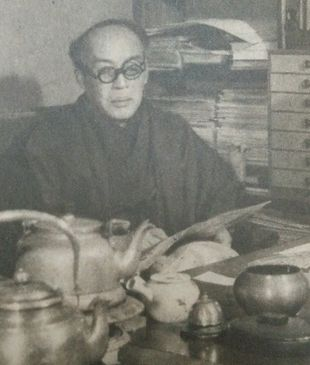
1949年（昭和24年）

高畠 華宵（たかばたけ かしょう、1888年（明治21年）4月6日 - 1966年（昭和41年）7月31日）は、日本の画家。本名、高畠幸吉。
愛媛県宇和島市裡町に生まれ、京都市立美術工芸学校日本画科卒業。大正から昭和初期にかけて、華宵の絵は当時の少年少女の間で絶大な人気を得た。宇和島市長・衆議院議員を務めた高畠亀太郎は、実兄。

## 栄光の日々

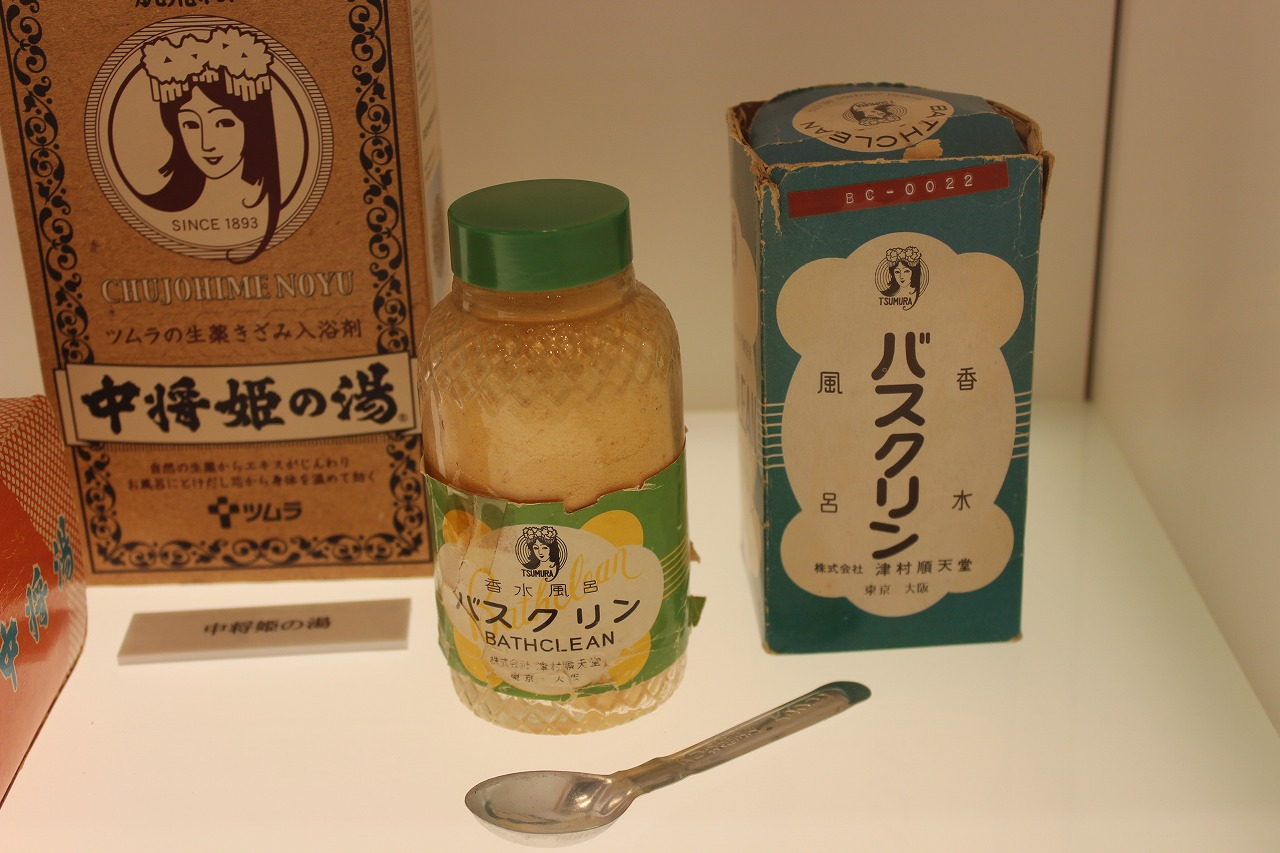
華宵の意匠を用いた入浴剤

1905年京都市立美術工芸学校を中退、1906年関西美術院に学び、上京して寺崎広業に師事した。当座は生活苦に喘いでいたが、1911年（明治44年）に「華宵」名義で発表した津村順天堂「中将湯」の広告画で一躍有名になる。アール・ヌーボーやユーゲントシュティール、特にオーブリー・ビアズリーの影響を受けたとされるシャープなペン画によるモダンな絵はそれまでの広告イラストとは一線を画したもので、世間の注目を集めた。

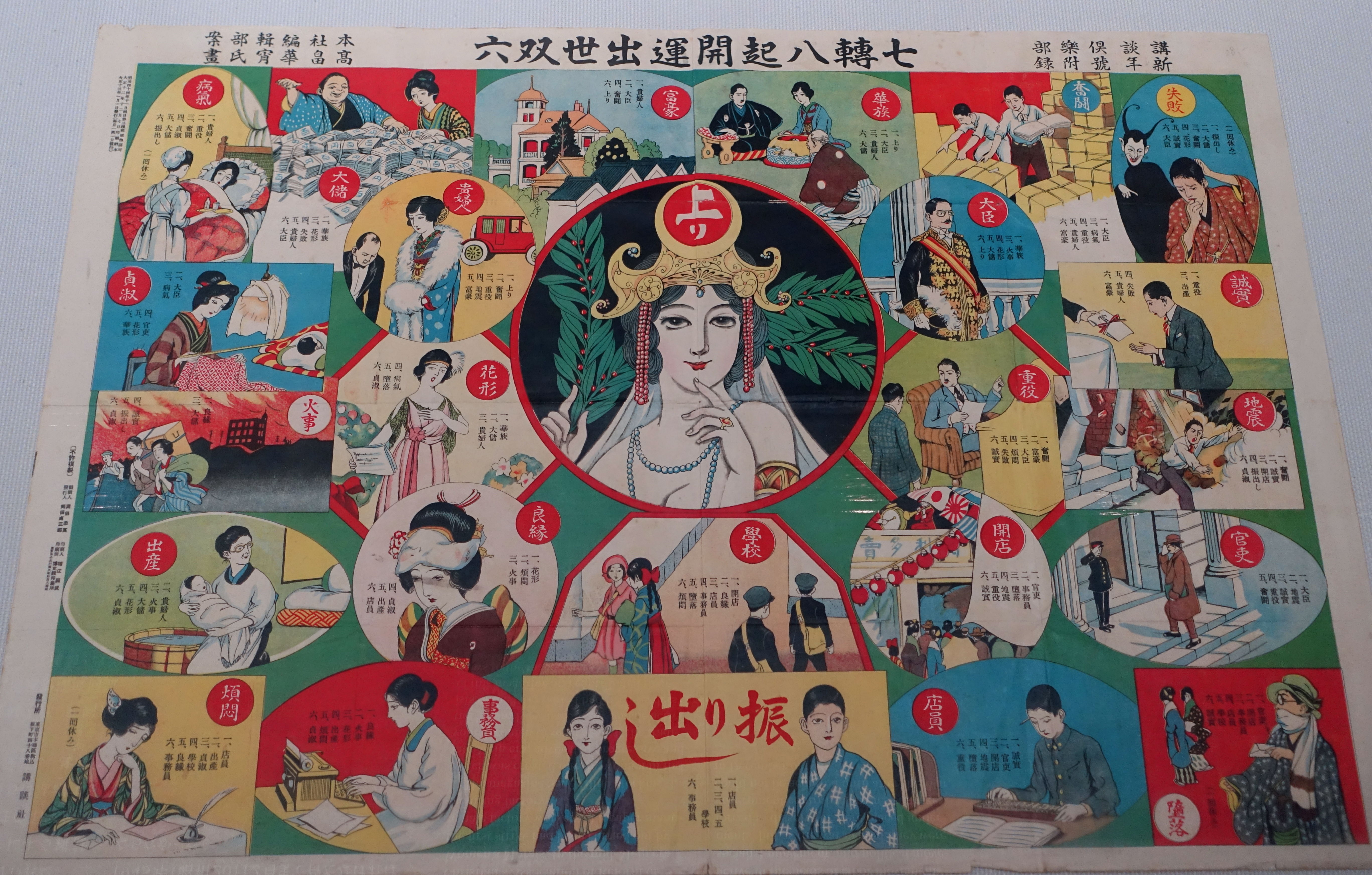
1924年（大正13年）『七転八起開運出世双六』高畠華宵

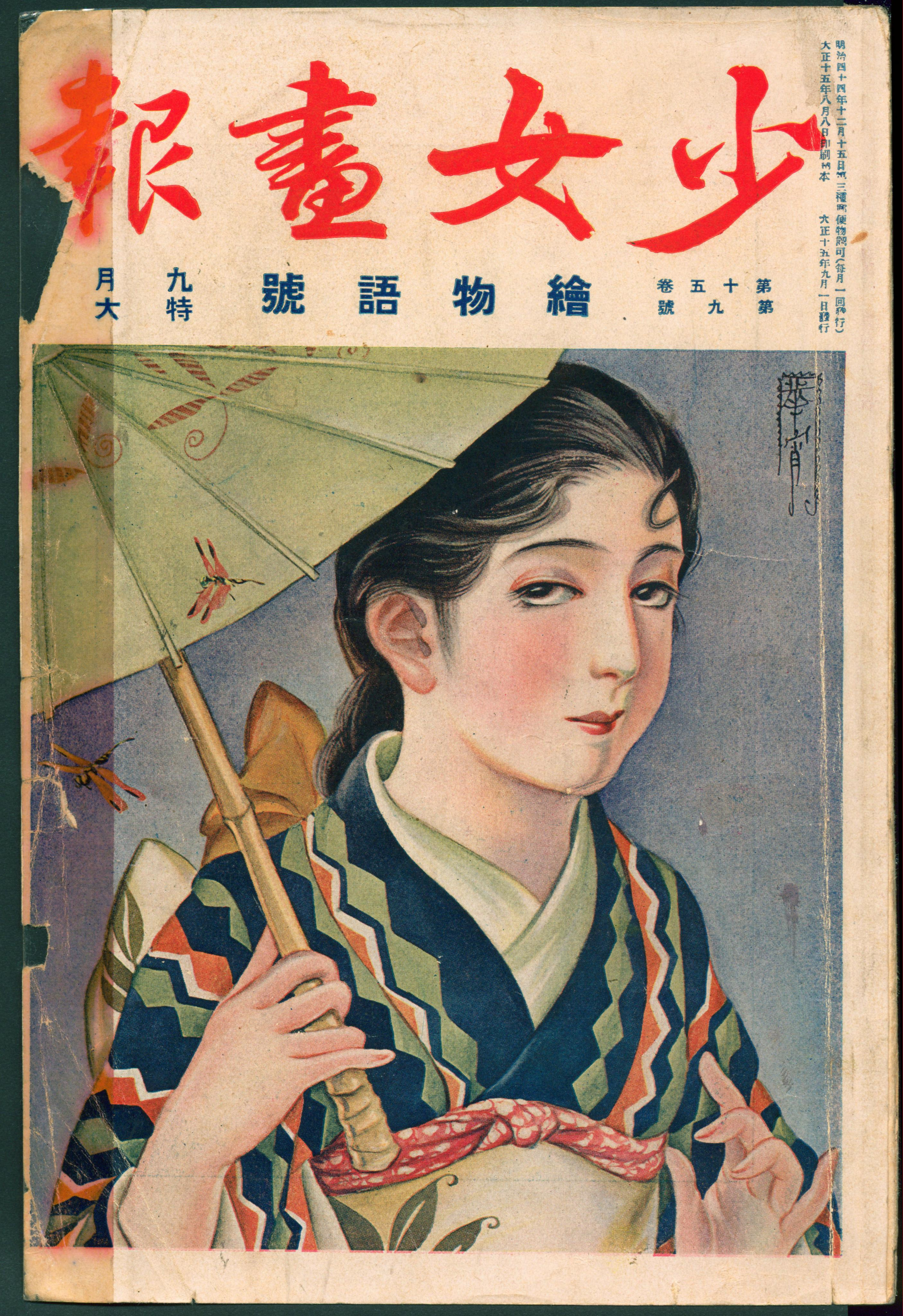
『少女画報』1926年（大正15年）9月号の表紙

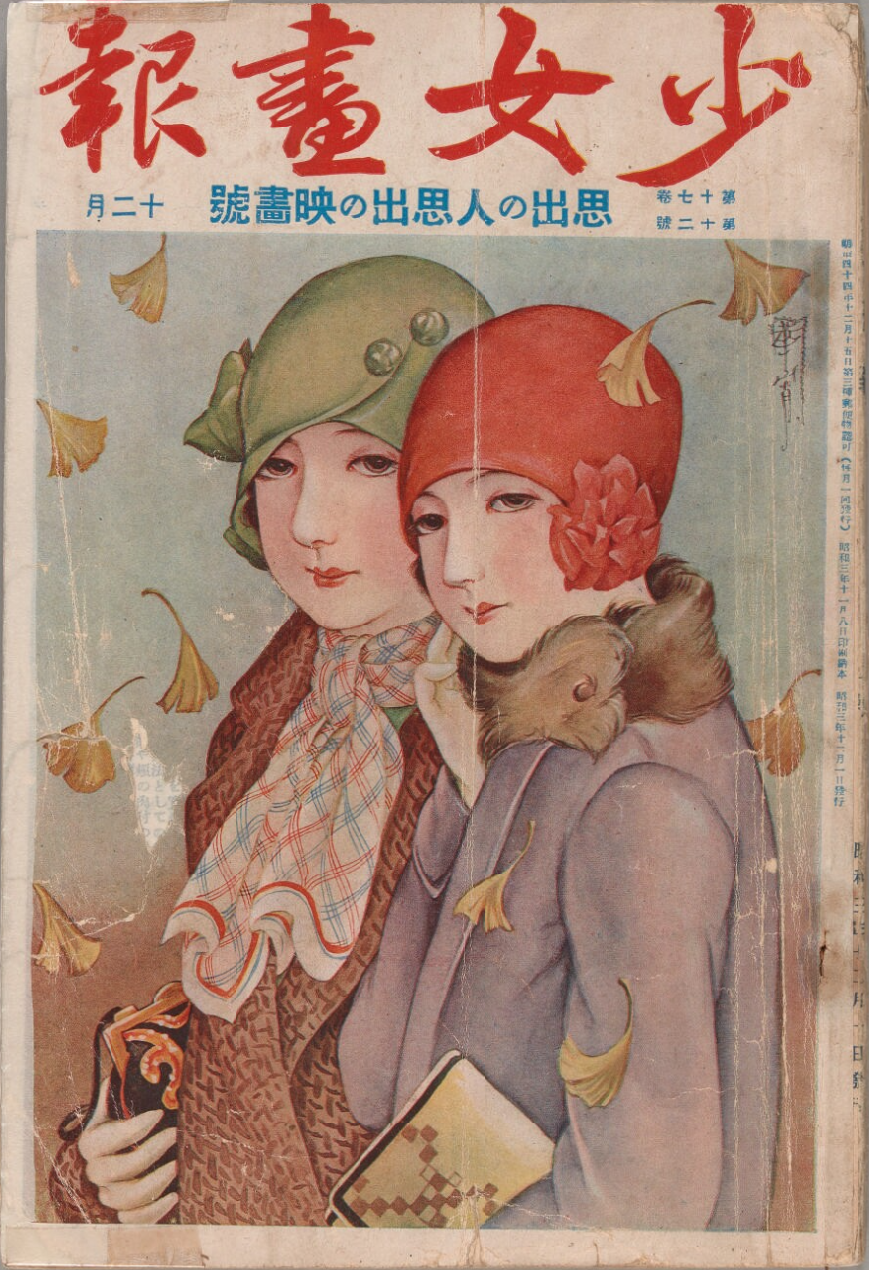
『少女画報』1928年（昭和3年）12月号の表紙

その後『少女画報』（東京社）『少女倶楽部』『少年倶楽部』（いずれも講談社）『日本少年』『婦人世界』（いずれも実業之日本社）などの少女向け雑誌や少年雑誌、婦人雑誌などに描いた独特な美少年・美少女の挿絵や美人画は一世を風靡し、たちまち竹久夢二らと並ぶ人気画家となった。1925年～30年池田芙蓉（亀鑑）著『馬賊の唄』の挿画を描いた。1926年には自身の意匠による便箋や封筒を発売するなど、現代でいうメディアミックス風のプロモーションも行い、当時の流行歌「銀座行進曲」（正岡容作詞、1928年（昭和3年））の歌詞に「華宵好みの君も往く」と歌われるほどになった。また、鎌倉・稲村ヶ崎一の谷（いちのやと）に建てた異国情緒あふれる自邸は「華宵御殿」と呼ばれ、華宵の趣味が凝縮したものとして注目を集めた。華宵御殿には、全国の女性（とくに女学生）からのファンレターが殺到し、地方の令嬢が華宵御殿見たさに家出するほどだった。当時の華宵の画料は本人の言い値で決まっていたとされ、1925年には『少年倶楽部』の加藤謙一らの画料引き下げの求めに対し、華宵は寄稿の取りやめで応じたという。
1932年（昭和7年）には愛国恤兵財団助成会発行絵はがきの原画となる、出兵した兄の武運を祈る妹と弟を描いた「武運を祈りて」（現在は現栖古生物研究所蔵）を発表した。しかし戦時色が濃くなるにつれ、人気絶頂の1937年（昭和12年）ごろから雑誌などの活動が減ってゆき、一般大衆の間でもその人気は持続しなかった。戦後も華々しいカムバックとはいかず、1960年代に再評価を受ける（後述）まではやや歴史の中に埋もれた存在となっていた。それでも完全に忘れ去られることはなく、昭和中後期における少年少女、婦人雑誌の人物の挿絵は華宵の影響を受けたものが多い。漫画家の丸尾末広も華宵の画風から影響を受けていることがよく知られている。

## 画風

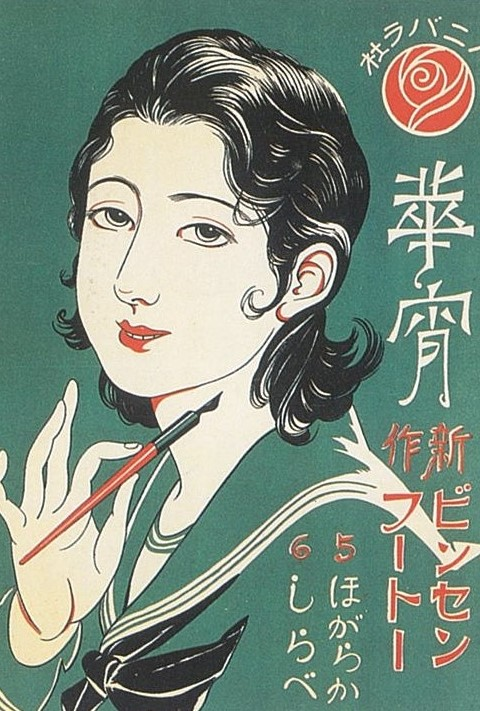
「華宵新作ビンセンフートー広告ポスター」（昭和5年〈1930年〉 ベニバラ社）

人物画が中心。連載小説の挿絵・雑誌口絵・レターセットなどの小物の意匠などに使われた。独特の三白眼を有する、無国籍風な表情と中性的な雰囲気をもつ人物を描く。妖艶さと清楚さを併せ持つ少女画・美人画と、凛々しく潔い、しかしやはりどこか色香を漂わせる少年画はいずれも一目で彼の作品とわかるほどの個性を放っている。また、明治から昭和初期にかけての和装・洋装を含むありとあらゆる服装・髪型・アクセサリーが画題となっていることも注目される。描かれるファッションのレパートリーは幅広く、たとえば和服については生涯にわたって同じ柄の着物を二度以上描いたことがないと豪語したとも伝えられるほどに衣装デザインは多彩だった。実際、彼は浴衣や洋服のデザインを行い、それが雑誌口絵に鳴り物入りで掲載されるなど、時代のファッションをリードするデザイナーとしても活躍した（雑誌口絵にはそのデザイン服は「華宵好み」という名を冠して掲載された）。そのレパートリーの広さを存分に生かした渾身の大作が「移り行く姿」（昭和初期1935年、現在は個人蔵）である。これは明治から昭和初期にかけての女性ファッションの移り変わりを、60人以上の女性を配した六曲一双の屏風絵に仕立てたものである。華宵はこの作品を暑い季節にも寝食を忘れて描き、すっかりやせ細ってしまったという弟子の証言があるほどの、一世一代の力作であった。
幾多の美女・美少女・美少年を描き続けたが、特定のモデルはいなかったとされている。また本人にはまったく浮いた話がなく、生涯独身であった。縁談を勧められたときも「私には絵の中の女たちがいますから」と切り返した話は有名である。

## 失意の戦後と幸せな晩年
戦後しばらくは夢を抱いて渡米するも、経済的に貧窮し、健康にも恵まれずに帰国するなど失意の日々を過ごし、怪盗ルパンシリーズの挿絵など、子供向けの仕事を細々と続けながら、全盛期とは比べ物にならないほど凋落した生活を送っていた。晩年にはかつて絶縁した実家の兄を頼るほどに困窮し、神戸の老人福祉施設に入っている。そんな中、幼少時に華宵のファンだったという弁護士の鹿野琢見が偶然華宵の困窮ぶりを伝える記事を目にし、本人と文通を開始した（のちに華宵はあらたに「新・さらば故郷!」と題する水彩画を描き、鹿野に贈っている）。鹿野らの尽力に加え、かつて華宵の絵に熱狂した世代の後押しもあり、首都圏で華宵の回顧展が開催され、爆発的に人気が再燃した。その隆盛ぶりを見届けたのちの1966年（昭和41年）7月31日、鹿野とかつて画料問題で対立した加藤謙一に看取られつつ生涯を閉じた。同日付けで挿絵画家としては初となる勲五等双光旭日章を受けた。墓所は神奈川県鎌倉市の鎌倉霊園にあり、養子の華晃ものちに同じ墓に葬られている。鹿野らは1984年（昭和59年）に東京都文京区に「弥生美術館」を開き、華宵の作品の常設展示を始めた（後述）。

## 展示施設
弥生美術館（東京都文京区）
3階にて鹿野らが集めた多くの作品が常設展示されている。竹久夢二美術館が併設され、これらの美術館では華宵作品を中心として当時の風俗・ファッション・イラスト・少年少女の生活などを対象とする研究が積極的に行われている。
高畠華宵大正ロマン館（愛媛県東温市）
華宵の親族が運営。自筆を含む多くの作品、書簡写真などが展示されている。
宇和島市立歴史資料館（愛媛県宇和島市）
華宵作品の常設展示室「華宵の部屋」が開設され、3ヶ月毎に展示替えが行われている。

## 関連書籍
- 『高畠華宵名作画集』 講談社、1967年
- 『想いでの華宵絵ごよみ 抒情画家・高畠華宵の生涯』 ノーベル書房、1969年
- 高畠華晃編著『画家の肖像　高畠華宵の伝記と作品』 「画家の肖像」同刊行会、1971年
- 『豪華限定版　高畠華宵名画大集』 講談社、1976年（限定1500部）
- 『高畠華宵名画集　優美、華麗な叙情画の世界』 講談社、1984年、ISBN 4-06-201655-9
- 『別冊太陽　高畠華宵　美少年・美少女幻影』 平凡社、1985年
- 朝日新聞東京本社編『生誕100年　大正ロマンを描いた高畠華宵展図録』 朝日新聞社、1988年
- 『高畠華宵大正ロマン館 図録』同編、1990年
- 高橋光子『高畠華宵とその兄』　潮出版社、1993年、ISBN 4-267-01341-1
- 近藤富枝『移り行く姿』 彩樹社／星雲社：発売、1993年、ISBN 4-7952-3925-8
- 弥生美術館監修『弥生美術館　叙情画家高畠華宵の世界』(CD-ROM)　アテイン販売
- 『高畠華宵　もう一つの世界』(CD-ROM)　リンクインク制作／ドーム発売、1996年、ISBN 4-88734-801-0
- コロナ・ブックス編集部編『高畠華宵・美少年図鑑』 平凡社、2001年、ISBN 4-582-63388-9
- 中村圭子編 『昭和美少年手帖』 河出書房新社、2003年、ISBN 4-309-72729-8
  - 『昭和美少年手帖』 河出書房新社、新装版2012年、ISBN 978-4-309-72790-5
- 松本品子編 『高畠華宵　大正・昭和 レトロビューティー』 河出書房新社、2004年、ISBN 978-4-309-72735-6
  - 『高畠華宵　大正・昭和 レトロビューティー』 河出書房新社、新装版2011年、再訂版2020年、ISBN 978-4-309-75042-2
- 松本品子編 『華宵のおしゃれ教室』 河出書房新社、2007年、ISBN 978-4-309-72763-9